# Fred Raymond
Fred Raymond, właśc. Friedrich Vesely (ur. 20 kwietnia 1900 w Wiedniu, zm. 10 stycznia 1954 w Überlingen) – austriacki twórca piosenek i kompozytor operetkowy.
Raymond był Austriakiem czeskiego pochodzenia. Wypełniając wolę ojca poszedł na studia handlowe i ekonomiczne. Po studiach został urzędnikiem Narodowego Banku Austrii. Jego pasją jednak była muzyka i w tajemnicy przed ojcem oraz znajomymi uczył się prywatnie gry na fortepianie oraz kompozycji, amatorsko też występował i pisał piosenki dla amatorskich kabaretów. Aby to ukryć przybrał pseudonim Fredy Raymond, który później zmienił na Fred Raymond.
W wieku 23 lat przerwał pracę w banku i wyjechał do Niemiec, by poświęcić się muzyce. Początkowo występował jako piosenkarz i pianista w nocnym lokalu w Dreźnie. Śpiewał także pisane przez siebie piosenki; jedna z nich, zatytułowana Ich hab mein Herz in Heidelberg verloren wydana przez Bohema-Verlag z Wiednia, stała się światowym przebojem. Nie przyniosła jednak Raymondowi dużych korzyści finansowych, gdyż prawa autorskie do niej odsprzedał wydawnictwu za niewielką sumę. Wydawca zaproponował mu za to napisanie operetki, w której motywem wiodącym miała być ta piosenka. Operetka, zatytułowana identycznie jak piosenka, której premiera odbyła się w 1927 roku w Wiedniu również odniosła sukces. Kolejne utwory sceniczne Raymonda nie cieszyły się tak dużym powodzeniem, za to napisał kolejny wielki przebój zatytułowany In einer kleinen Konditorei. Po nawiązaniu współpracy z piszącym libretta Heinzem Hentschke, dyrektorem berlińskiego Metropol-Theater stał się czołowym kompozytorem operetki berlińskiej lat 30. XX wieku. Utwory Raymonda tworzone w tym okresie cieszyły się powodzeniem: Lauf ins Glück (1934), Ball der Nationen (1935), Auf großer Fahrt (1936), Marielu (1936), Maske in Blau (1937) – największy sukces. Później, już z innymi librecistami pisał kolejne operetki: Salzburger Nockerln (1938), Die Perle von Tokaj (1941), Konfetti (1948), Flieder aus Wien (1949) i Geliebte Manuela (1951). Pod koniec II wojny światowej dużą popularność zyskała także jego piosenka Es geht alles vorüber, es geht alles vorbei...
Muzyka Raymonda jest prosta, imponuje jednak wyczuciem przeboju. Jego operetki zawierają wiele chwytliwych i melodyjnych utworów.